# Tribolodon
Tribolodon es un género de peces de la familia Cyprinidae y de la orden de los Cypriniformes. Se encuentra en las marinas y aguas dulces de Asia Oriental. 

## Especies
- Tribolodon brandtii (Dybowski, 1872)
- Tribolodon ezoe (Okada & Ikeda, 1937)
- Tribolodon hakonensis (Günther, 1877)
- Tribolodon nakamurai (A. Doi & Shinzawa, 2000)

- Datos: Q1809418
- Multimedia: Tribolodon / Q1809418